# ناحیه وردیگریس، شهرستان هالت، نبراسکا
ناحیه وردیگریس، شهرستان هالت، نبراسکا (به انگلیسی: Verdigris Township, Holt County, Nebraska) یک سکونتگاه مسکونی در ایالات متحده آمریکا است که در شهرستان هالت، نبراسکا واقع شده‌است.

## خصوصیات
ناحیه وردیگریس ۱۳۹٫۳۷ کیلومترمربع مساحت و ۳۵۹ نفر جمعیت دارد و ۶۰۴ متر بالاتر از سطح دریا واقع شده‌است.